# Warscape
Warscape (с англ. — «масштаб войны») — игровой движок, разработанный британской компанией The Creative Assembly для внутреннего использования в своих играх серии Total War. Warscape предназначен для использования только на персональных компьютерах под управлением Microsoft Windows. Первая игра, которая использовала Warscape, — Empire: Total War, пятая игра серии Total War, — была выпущена 3 марта 2009 года.

## История
Начиная с игры Rome: Total War 2004 года выпуска, игры серии Total War использовали игровой движок Total War engine, который использовался вплоть до игры Medieval II: Total War — Kingdoms 2007 года выхода. После этого было решено создать новый движок — Warscape, первой игрой на котором стала Empire: Total War 2009 года выпуска.
При разработке Napoleon: Total War движок был «хорошо отполирован», как заявил в интервью изданию Armchair General Крэйг Лэйкок (англ. Craig Laycock), сотрудник компании The Creative Assembly.
Однако при разработке Total War: Shogun 2 движок был ещё сильнее переработан и существенно улучшен. Основным нововведением стала поддержка DirectX 11 и некоторых технологий компании AMD: Eyefinity и CrossFireX. Total War: Shogun 2 продвигался компанией AMD в рамках маркетинговой кампании для видеокарт серии HD 6xxx как игра, активно использующая возможности DirectX 11. Однако за несколько дней до выхода игры стало известно, что она не будет содержать DX11-режима. Разработчики заявили, что они не успели доработать этот режим, и он будет выпущен позже в виде патча.

## Технические характеристики
Изначально движок Warscape использовал API DirectX 9. Графический движок поддерживал шейдерную модель версии 2.0 и 3.0. Разработчики много внимания уделяли использованию и оптимизации второй, устаревшей на данный момент версии шейдеров для того, чтобы игра масштабировлась в больших пределах и была доступной для устаревших ПК. Согласно ведущему программисту Creative Assembly по графике Ричарду Гарнеру (англ. Richard Gardner), благодаря этому подходу удалось приспособить движок под весь диапазон конфигураций персональных компьютеров, начиная с 2005 года.
При использовании шейдеров третьей версии графический движок использует технологию Geometry Instancing.
При разработке третьей игры на движке — Total War: Shogun 2, разработчики существенно обновили графический движок, добавив в него поддержку DirectX 11; поддержка DirectX 9 была оставлена, а о поддержке DirectX 10 ничего не сообщалось. Благодаря использованию DirectX 11 были реализованы эффекты имитации глубины резкости, вычисляемый при помощи DirectCompute 11, реалистичные мягкие тени (англ. contact hardening shadows) и аппаратная тесселяция. Кроме того, была добавлена поддержка технологий Eyefinity и CrossFireX.
Присутствуют девять уровней MIP-текстурирования: от 1 × 1 пиксел до 256 × 256 пикселов на одну текстуру. Поддерживается билинейная и трилинейная фильтрация, а также анизотропная фильтрация с уровнем вплоть до 16х. Антиалиазинг (сглаживание) поддерживается движком вплоть до 16-кратного уровня.
Движок использует технологию High Dynamic Range Rendering, которая призвана улучшить качество освещения в трёхмерной сцене.
Тени, поддерживаемые движком, рендерятся с помощью метода Shadow mapping (теневые текстуры). Минимальный размер теневой текстуры составляет 512 × 512 пикселей, а максимальный — 2048 × 2048 пикселей.
Движок использует объёмные эффекты, которые представляют собой набор разных методик, призванных серьёзно улучшить освещение и затенение на сцене. К этим методикам относятся Depth of Field и Screen Space Ambient Occlusion, причём последняя является довольно сложной и ресурсоёмкой в вычислительном плане.
Движок использует полноэкранные фильтры, которые дополнительно изменяют отрендереннуое изображения, добавляя такие эффекты, как искажения изображения (которое происходит вследствие марева, тумана, дыма и т. д.) и другие.
Для отрисовки неба используется кубическая текстура, разрешение которой может варьироваться от 512 × 512 до 1024 × 1024 пикселей.
В своём анализе игры Empire: Total War сайт PC Games Hardware обнаружил, что движок Warscape изначально не поддерживал совместную работу сглаживания и Screen Space Ambient Occlusion на графических процессорах Radeon серии 3000 и 4000 (другие серии не тестировались). При этом на nVidia GeForce подобных проблем совместимости не наблюдалось. Журналисты сайта полагают, что причина этого не в драйверах AMD, а в самом движке. Ещё одной проблемой игры стала её несовместимость с драйверами GeForce, которые были новее версии 182.06.
Во время тестирования Empire: Total War журналисты PC Games Hardware отметили, что её движок использует лишь два ядра многоядерного процессора и таким образом не использует всю мощь трёх- и четырёхъядерных процессоров. 18 июня 2009 года Sega анонсировала патч 1.3 для игры, который должен был исправить данную проблему. 22 июня, как и было обещано, патч 1.3 был выпущен, и благодаря ему производительность игры на четырёхъядерных процессорах почти удвоилась.

## Использование
Движок Warscape используется компанией The Creative Assembly только для своих игр серии Total War и не доступен для лицензирования третьим компаниям. Также известно, что Warhammer 40,000: Dawn of War III от Relic Entertainment будет работать на игровом движке Warscape от Creative Assembly.
| Название игры                        | Дата выхода           |
| ------------------------------------ | --------------------- |
| Empire: Total War                    | 3 марта 2009 года     |
| Napoleon: Total War                  | 26 февраля 2010 года  |
| Shogun 2: Total War                  | 15 марта 2011 года    |
| Total War: Rome II                   | 3 сентября 2013 года  |
| Total War: Attila                    | 17 февраля 2015 года  |
| Total War: Warhammer                 | 24 мая 2016 года      |
| Total War: Warhammer II              | 28 сентября 2017 года |
| Total War Saga: Thrones of Britannia | 3 мая 2018 года       |